# فريديريك توماس
فريديريك توماس (بالفرنسية: Frédéric Thomas)‏ (مواليد 10 أغسطس 1980 في سارسيلز - فرنسا) لاعب كرة قدم فرنسي يلعب حاليا لصالح نادي الدرجة الأولى لومان الفرنسي منذ 2008 في مركز الوسط المحوري.

## روابط خارجية
- فريديريك توماس على موقع قاعدة بيانات كرة القدم.إي يو (الإنجليزية)
- فريديريك توماس على موقع بيانات كرة القدم. دي إي (الألمانية)
- فريديريك توماس على موقع ليكيب (الفرنسية)
- فريديريك توماس على موقع Soccerway.com (الإنجليزية)
- فريديريك توماس على موقع عالم كرة القدم.نت (الإنجليزية)